# پورت آرتور
پورت آرتور (به چینی: 旅顺口区) نام قدیم یک منطقه در شهر دالیان در جمهوری خلق چین است.